# 彦根市立城西小学校
彦根市立城西小学校（ひこねしりつ じょうせいしょうがっこう）は、滋賀県彦根市にある公立小学校。
学校名は彦根城周辺の学区では西の位置にあることに因む。実際の位置は彦根城を北よりに見る場所にある。

## 通学区域
- 彦根市
  - 尾末(尾末町3027番地を除く)・金亀(金亀町3029－1番地から3029－5番地 まで、同3030－1番地から3030－9番地までを除く)・本町一丁目・本町二丁目・本町三丁目・池州・栄町一丁目・栄町二丁目・城町一丁目・城町二 丁目(城町二丁目375番地を除く)・芹橋二丁目・中藪一丁目・中藪二丁目・長曽根

卒業生は基本的に彦根市立西中学校へ進学する。

## 周辺
- 夢京橋キャッスルロード
- 四番町スクエア

## その他
- ギネス世界記録の日である2010年11月18日に「鍵盤ハーモニカ」の世界記録挑戦が行われ児童161人が世界記録を達成した。ギネス記録に挑戦したのは2年生から4年生までの児童と、音楽教師の寺村邦子であった。以前の記録はドイツで記録された小学生126人の演奏5分間であった。18日昼前、寺村の指揮で161人の「きらきら星」演奏が始まった。演奏後、イギリスのギネス本部から立会人として訪れた石川佳織から、代表児童5人にギネス記録認定証が手渡された。寺村にとっては2007年3月23日夜～2007年3月31日午前10時に鳥居本駅で達成したギネスの連続演奏記録等に次いで8件目の世界記録となった。[1]